# Pignans
Pignans – miejscowość i gmina we Francji, w regionie Prowansja-Alpy-Lazurowe Wybrzeże, w departamencie Var.
Według danych na rok 1990 gminę zamieszkiwało 2338 osób, a gęstość zaludnienia wynosiła 67 osób/km² (wśród 963 gmin regionu Prowansja-Alpy-W. Lazurowe Pignans plasuje się na 243. miejscu pod względem liczby ludności, natomiast pod względem powierzchni na miejscu 279.).